# Loni Nest
Loni Nest, gebürtige Eleonore Nest (* 4. August 1915 in Berlin; † 2. Oktober 1990 in Nizza), war eine deutsche Kinderdarstellerin in der Stummfilmära.

## Leben
Die halbwaise Schauspielertochter wurde im Alter von vier Wochen erstmals gefilmt und sammelte einjährig ihre ersten Bühnenerfahrungen. Ab ihrem dritten Lebensjahr übernahm sie zahlreiche Kinderrollen beim Film. Für Die Ehe der Frau Mary absolvierte sie vierjährig eine Tanzausbildung.
Dauerhaft bekannt wurde sie als das kleine Mädchen in Der Golem, wie er in die Welt kam von 1920, das dem furchterregenden Lehmkoloss den an seinem Körper befindlichen glitzernden Stern abnimmt, worauf dieser tot zusammenbricht. Trotz weiterer Filmauftritte, etwa in Nosferatu (1922) oder Die freudlose Gasse (1925), geriet Loni Nest nach dem Ende der Stummfilmzeit in Vergessenheit. Ihren letzten Auftritt hatte sie im französischen Film L’épervier aus dem Jahr 1933.
Über ihr weiteres Leben gab es lange keine verlässlichen Quellen. Erst der Düsseldorfer Schauspielerforscher Toni Schieck deckte im Jahre 2014 anhand einer Todesurkunde auf, dass Loni Nest 75-jährig am 2. Oktober 1990 im südfranzösischen Nizza verstorben ist. Zuvor waren Falschinformationen über ihren Tod durch das Internet gegangen und hatten für Aufmerksamkeit gesorgt.

## Familie
Loni war die Tochter der Schauspielerin Anni Nest, ihre jüngere Schwester Ursula Nest arbeitete bis in den Zweiten Weltkrieg hinein ebenfalls in diesem Beruf.

## Filmografie
- 1918: Dida Ibsens Geschichte
- 1919: Opium
- 1919: Die Ehe der Frau Mary
- 1919: Harakiri
- 1920: Kämpfende Gewalten oder Welt ohne Krieg
- 1920: Der Reigen
- 1920: Patience
- 1920: Johannes Goth
- 1920: Der Golem, wie er in die Welt kam
- 1920: Die Schuld der Lavinia Morland
- 1920: Das wandernde Bild
- 1921: Violet
- 1921: Mann über Bord
- 1921: Ein Erpressertrick
- 1921: Schloß Vogelöd
- 1921: Die Minderjährige – Zu jung fürs Leben
- 1921: Pariserinnen
- 1921: Der Sträfling von Cayenne
- 1921: Die Perle des Orients
- 1921: Sturmflut des Lebens
- 1922: Versunkene Welten
- 1922: Nosferatu – Eine Symphonie des Grauens
- 1922: Tabea, stehe auf!
- 1922: Sterbende Völker (2 Teile)
- 1922: Aus den Erinnerungen eines Frauenarztes (2 Teile)
- 1922: Alleine im Urwald
- 1923: Quarantäne
- 1923: Tragödie der Liebe
- 1923: Fräulein Raffke
- 1923: So sind die Männer / Der kleine Napoleon
- 1923: Der Evangelimann
- 1923: Schwarze Erde
- 1924: Zwei Kinder
- 1924: Mutter und Kind
- 1925: Liebesfeuer
- 1925: Kinderfreuden (Kurzfilm)
- 1925: Die Prinzessin und der Geiger
- 1925: Die freudlose Gasse
- 1925: Aus der Jugendzeit klingt ein Lied
- 1928: Die Heilige und ihr Narr
- 1928: Die Geschichte einer kleinen Pariserin (La storia di una piccola Parigina)
- 1933: Der Falschspieler (L’Épervier)